# 허혈성 대장염
허혈성 대장염(ischemic colitis)은 혈액 공급이 부족(허혈)하여 대장에 염증과 손상이 생기는 질환이다. 일반 인구에서는 드물지만 허혈성 대장염은 노인에게 더 자주 발생하며 가장 흔한 장간막 허혈 형태이다. 혈류 감소의 원인에는 전신 순환의 변화(예: 저혈압 )나 혈관 수축 이나 혈전과 같은 국소적 요인이 포함될 수 있다. 대부분의 경우, 특정한 원인을 확인할 수 없다.
허혈성 대장염은 일반적으로 임상적 상황, 신체 검사 및 실험실 검사 결과를 토대로 의심되며, 진단은 내시경 검사 나 시그모이드 또는 내시경적 가시광선 분광 카테터 삽입을 통해 확인할 수 있다. 허혈성 대장염은 광범위한 심각도를 보일 수 있다. 대부분의 환자는 지지적으로 치료되고 완전히 회복되지만 매우 심각한 허혈을 앓고 있는 소수의 환자는 패혈증을 발병하여 중증, 때로는 치명적인 질병에 걸릴 수 있다.
경증에서 중등도의 허혈성 대장염 환자는 일반적으로 증상이 해소될 때까지 정맥 주사액 투여, 진통제 및 장 휴식 (즉, 입으로 음식이나 물을 섭취하지 않음)으로 치료한다. 심각한 허혈로 인해 패혈증, 장 괴사 또는 장 천공 같은 합병증이 발생하는 경우 수술 및 집중 치료 와 같은 보다 공격적인 개입이 필요할 수 있다. 대부분의 환자는 완치되며 가끔 심각한 허혈 후 환자에게 협착증, 만성 대장염 과 같은 장기 합병증이 발생할 수 있다.